# Sara Del Rey
Sara Amato (Martinez, 13 de novembro de 1980) é uma wrestler profissional americana, mais conhecida por seu ring name, Sara Del Rey como The Queen of Wrestling. Ela foi uma das principais estrelas nas federações Chikara e Shimmer Women Athletes. Sara também teve presença em várias outras federações independentes nos Estados Unidos, incluindo Ring of Honor, IWA Mid-South, All Pro Wrestling, e também algumas internacionais como a mexicana Lucha Libre Femenil. Del Rey já gravou diversas lutas, competindo sob uma máscara e com o nome de Nic Grimes, para a federação da MTV, Wrestling Society X. Sara foi a inaugural Shimmer Champion e  Shimmer Tag Team Championship com Courtney Rush, sendo assim a primeira e unica wrestler na empresa a segurar os dois títulos. Em julho de 2012, ela assinou um contrato com a WWE.

## Vida
Quando criança, Amato se considerava uma grande fã de wrestling, citando Hulk Hogan e The Ultimate Warrior como seus dois favoritos na infância graças às suas energias como personagens. Ela deixou de assistir por diversos anos, mas voltou a se interessar durante o colégio. Sara admite que nesse período, ela era 'muito tímida e sentia medo de situações sociais', o que a fez questionar se ela alcançaria algum sucesso como wrestler profissional.
Ela frequentou a faculdade por pouco tempo logo após se formar no colégio, mas detestou e decidiu se tornar uma wrestler. Começando seu treinamento na All Pro Wrestling, no começo, Amato tinha que treinar durante horas e horas, já que wrestling não era uma coisa que vinha a ela naturalmente. Após receber seu treino básico, Sara foi treinar no Japão.

## Carreira

### Japão, México e federações independentes (2002–2012)
Em 2002, ela fez seu teste para a ARSION, o que considera um dos momentos mais marcantes em sua carreira.
No começo de 2005, ela ganhou o Women's Championship da Impact Zone Wrestling ao derrotar Adrenelyn em 15 de fevereiro. Mais tarde em 2005, ela fez sua turnê japonesa e lançou um video com seis lutas dessa fase chamado "Sara Del Rey Japan Tour 2005". Lutou no México, usando o nome "The American Angel" e usando uma máscara. Foi desmascarada em uma luta da Lucha Libre Geminil em 16 de dezembro de 2005. Ela veio vestir a mesma máscara novamente como Nic Grimes, na Wrestling Society X.
Em 5 de setembro de 2009, Del Rey foi parte do evento de estréia da federação de LuFisto, NCW Femme Fatales, onde derrotou Cherry Bomb com seu Royal Butterfly. Na mesma noite, atacou LuFisto após o main event e a desafiou para uma luta no próximo show. Del Rey participou do torneio para determinar a campeã inaugural da NCW FF, mas perdeu para LuFisto no primeiro round em 5 de junho de 2010.

### Shimmer Women Athletes (2005–2012)
Sara Del Rey apareceu no primeiro show da Shimmer Women Athletes em 2005, onde lutou contra Mercedes Martinez em um combate de vinte minutos que resultou em empate, sendo aplaudida em pé pelo publico. Já no Volume 2, venceu uma luta quádrupla contra Daizee Haze, Lacey, e Martinez, eliminando Haze por último com um Royal Butterfly. No dia 12 de fevereiro de 2006, derrotou Daizee novamente no main event do Volume 3 com um German Suplex, e então Rain no Volume 4 usando o Royal Butterfly. No main event do Volume 5, Sara finalmente conseguiu derrotar Mercedes Martinez em uma singles match. Mais tarde na mesma noite, a Minnesota Home Wrecking Crew desafiou Martinez para uma luta de duplas, e Del Rey aceitou ser sua parceira. No Volume 6, Lace e Rain derrotaram a dupla de Mercedes e Sara. Em 22 de outubro de 2006, Sara Del Rey derrotou Natalya (lutadora). Depois da luta, ela foi desafiada por Mercedes à uma rematch no Volume 8. No main event do oitavo volume, Sara sofreu sua primeira derrota em singles match na Shimmer.
Em abril de 2007, Sara voltou mais forte que nunca e derrotou Cheerleader Melissa e Nikki Roxx nos main events dos Volumes 9 e 10. Em 1 de junho, começou um torneio pelo SHIMMER Championship e Sara avançou às semi-finais derrotando Cindy Rogers e Alicia. Como parte do Volume 12, venceu Sarah Stock em uma luta de 20 minutos, e então na final, derrotou Lacey para se tornar a primeira Shimmer Champion. No volume seguinte, fez dupla com Nikki Roxx para derrotar a Minnesota Home Wrecking Crew.
Sara defendeu seu título pela primeira vez contra Lacey no Volume 14 em uma luta de trinta minutos. Continuou então seu streak de vitórias derrotando Amazing Kong no Volume 15 e Sarah Stock em uma melhor de três no 16. Sofreu uma derrota em uma luta de duplas no Volume 17 para o time de MsChif e Cheerleader Melissa, enquanto fazia dupla com Allison Danger. No Volume 18, foi desafiada por MsChif e sofreu sua segunda derrota em singles match, perdendo assim seu título.
Em julho de 2008, Sara Del Rey participou de um battle royal para definir a desafiante pelo Shimmer Championship, mas acabou sendo eliminada por Ariel. Sara então a atacou e a desafiou para uma luta no Volume 19, de onde saiu vitoriosa com um Royal Butterfly. No Volume 20, venceu Serena Deeb por submissão. Em 19 de outubro de 2008, foi desafiada pra uma rematch por Serena, e venceu novamente. No Volume 22, Serena pediu outra chance, que Sara recusou. No entanto, após MsChif vencer Ariel no Volume 22, Sara atacou a então campeã, que foi salva por Serena, o que fez a própria empresa marcar mais um encontro entre as duas. Depois de uma das lutas mais aclamadas de sua carreira, Sara foi derrotada quando Serena a atingiu com um spear.
Em 2009, Sara Del Rey derrotou Madison Eagles, e mais tarde na mesma noite atacou MsChif, com Amazing Kong ao seu lado, mas foram interrompidas por Cheerleader Melissa. No Volume 24, Sara e Kong derrotaram MsChif e Melissa no main event, e se tornaram as desafiantes pelo SHIMMER Tag Team Titles de Ashley Lane e Nevaeh. Em três de maio de 2009, as Death Kongs não conseguiram os títulos por perderem de desqualificação. A dupla no entanto continuou a brutalizar as campeãs após o fim da luta, mas foram forçadas a sair do ringue quando foram atacadas por Serena Deeb e Mercedes Martinez, time que derrotaram no Volume 26.
Em novembro de 2009, Sara derrotou Jessie McKay. No volume seguinte, venceu novamente, lutando uma das batalhas histórias da Shimmer, uma no-disqualification match contra Ayako Hamada. No Volume 33, Sara derrotou Nevaeh, e no 34 foi derrotada por Jessie McKay em uma luta tripla também envolvendo Hamada. No Volume 35, derrotou Rachel Summerlyn, e no 36 lutou uma luta de quartetos, onde foi eliminada por Ayako Hamada. Em março de 2012, Del Rey e Courtney Rush derrotaram Ayako Hamada & Ayumi Kurihara, as Canadian NINJAs, Portia Perez e Nicole Matthews, e a Regeneration X, Leva Bates e Allison Danger para ganharem o Shimmer Tag Team Championship, o que fez Sara se tornar a primeira a segurar os dois campeonatos da federação.

### Chikara (2006–2012)
Del Rey luta pela Chikara desde maio de 2006, sendo mais usada como babyface.
Em novembro de 2009, foi envolvida na principal storyline da companhia, se tornando heel e fazendo parte do grupo de Claudio Castagnoli, a Brudeschaft des Kreuzes (BDK). Em setembro de 2010, Del Rey lutou contra a lendária Manami Toyota e Mike Quackenbush em uma tag match, sendo parceira de Claudio. Sara se separou do grupo em 2011, derrotando Castagnoli e todos os outros membros da stable em singles matches. Desde então, foi a principal estrela da empresa, tendo vitórias sobre lendas como Aja Kong e Meiko Satomura, e estrelas do wrestling independente como El Generico.

### Ring of Honor (2006–2011, 2012)
Como parte da ROH, Sara fez parte da Sweet & Sour Inc. de Larry Sweeney e dos Kings of Wrestling com Claudio Castagnoli e Chris Hero. Del Rey foi uma das poucas mulheres a terem um contrato com a federação.

### WWE (2012–presente)
Em julho de 2012, Amato assinou um contrato com a WWE.

## Vida pessoal
Amato considera Aja Kong sua heroína.

## No wrestling
- Movimentos de finalização
  - LeBell Lock[1] (Omoplata crossface[24] – 2010–presente; adotado de Bryan Danielson
  - Royal Butterfly[1] Standing butterfly hold em um butterfly suplex)[3]
  - Spike piledriver[25]

- Movimentos secundários
  - Bridging fallaway slam[26]
  - Headbutt
  - Hip attack[25]
  - Multiplas variações de chutes
    - Axe[27]
    - Koppu[25]
    - Big boot[25]
    - Shoot[25]

  - Multiplas variações de suplex
    - Bridging / Release German
    - Tiger
    - Straight jacket[26]

  - Samoan Drop[25]

- Apelidos
  - "Death Rey"[28]
  - "The Queen of Wrestling"[1]

- Gerentes
  - Doctor Don Bootz[2]
  - Larry Sweeney[2]
  - Chris Hero[2]
  - Claudio Castagnoli[2]

- Temas de entrada
  - "The Final Countdown" por Europe[29]
  - "Ride of the Valkyries" por Richard Wagner[30]
  - "Engel" por Rammstein[31] (Chikara; Used as a member of the Bruderschaft des Kreuzes)
  - "In Namen Der Bruderschaft" by Kenny Pickett[32] (Chikara; Used as a member of the Bruderschaft des Kreuzes)
  - "Death Rey" por Kenny Pickett[32] (Chikara)

## Campeonatos e prêmios
- Canadian Wrestling Revolution
  - CWR Women's Championship (1 vez)[2]

- Chikara
  - Torneo Cibernetico (2011)[33]

- Impact Zone Wrestling
  - IZW Women's Championship (1 time)[3]

- Jersey All Pro Wrestling
  - JAPW Women's Championship (1 time, current)[34]

- Ohio Championship Wrestling
  - OCW Women's Championship (1 vez)

- Ring of Honor
  - Undisputed World Intergender Heavyweight Tag Team Championship (1 vez) – com Chris Hero[2]1

- Remix Pro Wrestling
  - RPW Women’s Championship (1 vez)[35]

- Shimmer Women Athletes
  - Shimmer Championship (1 vez)[4]
  - Shimmer Tag Team Championship (1 vez) – com Courtney Rush[36]